# Nikola Vidović (general)
Nikola Vidović (srbsko Никола Видовић), srbski general, * 28. marec 1917, † 15. junij 2000.

## Življenjepis
Leta 1940 je postal član KPJ in naslednje leto se je pridružil NOVJ. Med vojno je bil poveljnik več enot, nazadnje 3. kordunaške brigade.
Po vojni je bil načelnik Personalne uprave II JLA, poveljnik 1. armade, načelnik oddelka v GŠ JLA,...